# Vodice
Vodice és una ciutat del comtat de Šibenik-Knin, a Croàcia. Dona a la mar Adriàtica i té una població de 9.407 habitants.
És un destí turístic important, amb la majoria de la població que treballa a la indústria hotelera, com hotels, motels i pensions.
Vodice és el lloc de naixement de l'escriptor croat Ivo Brešan.